# Charles Hallé
Sir Charles Hallé   (Hagen, 11 d'abril de 1819 - Manchester, 25 d'octubre de 1895), nascut Karl Halle, fou un pianista i compositor britànic d'origen alemany.
El 1836 passà a París, com a professor i concertista molt apreciat, en aquesta ciutat hi va romandre fins al 1848, però abans també havia fundat una societat de música di camera amb Franchomme i Alard. Després es traslladà a Anglaterra i treballà a Londres amb no amb menys èxit fins al 1856, en què se'l nomenà director de Gentlemen's Concert de Manchester.
El 1857 inaugurà en aquella ciutat uns concerts d'abonament amb orquestra pròpia, però després continuà els concerts a Londres. El 1884 la Universitat d'Edimburg el nomenà doctor en música, i el 1888 fou elevat al rang de Sir. El mateix any va contraure matrimoni amb la violinista Wilma Neruda, amb la qual el 1889 feu un viatge de concerts a Austràlia.
Deixà diverses obres per a piano.
Va ser dues vegades casat: en primer lloc, l'11 de novembre de 1841, amb Desirée Smith de Rilieu, que va morir el 1866.